# Bank of the West Classic 2016 - Qualificazioni singolare
Le qualificazioni del singolare femminile del Bank of the West Classic 2016 sono state un torneo di tennis preliminare per accedere alla fase finale della manifestazione. Le vincitrici dell'ultimo turno sono entrate di diritto nel tabellone principale. In caso di ritiro di una o più giocatrici aventi diritto a queste sono subentrati le lucky loser, ossia le giocatrici che hanno perso nell'ultimo turno ma che avevano una classifica più alta rispetto alle altre partecipanti che avevano comunque perso nel turno finale.

## Teste di serie
1. Julia Glushko (ultimo turno)
2. Elica Kostova (qualificata)
3. Ana Bogdan (qualificata)
4. Taylor Townsend (ultimo turno)

1. Ol'ga Govorcova (ultimo turno)
2. Ol'ga Savčuk (primo turno)
3. Asia Muhammad (qualificata)
4. Sachia Vickery (qualificata)

## Qualificate
1. Asia Muhammad
2. Elica Kostova

1. Ana Bogdan
2. Sachia Vickery

## Tabellone

### Legenda
| - Q = Qualificato - WC = Wild card - LL = Lucky loser | - ALT = Alternate - SE = Special Exempt - PR = Protected Ranking | - w/o = Walkover - r = Ritirato - d = Squalificato |

### Sezione 1
|  | Primo turno | Primo turno    | Primo turno    | Primo turno | Primo turno |  |  | Ultimo turno | Ultimo turno  | Ultimo turno  | Ultimo turno | Ultimo turno |  |
|  |             |                |                |             |             |  |  |              |               |               |              |              |  |
|  |             |                |                |             |             |  |  |              |               |               |              |              |  |
|  |             |                |                |             |             |  |  | 1            | Julia Glushko | Julia Glushko | 2            | 3            |  |
|  | WC          | Caroline Lampl | Caroline Lampl | 1           | 0           |  |  | 8            | Asia Muhammad | Asia Muhammad | 6            | 6            |  |
|  | 8           | Asia Muhammad  | Asia Muhammad  | 6           | 6           |  |  |              |               |               |              |              |  |

### Sezione 2
|  | Primo turno | Primo turno     | Primo turno     | Primo turno | Primo turno |  |  | Ultimo turno | Ultimo turno    | Ultimo turno    | Ultimo turno | Ultimo turno |  |
|  |             |                 |                 |             |             |  |  |              |                 |                 |              |              |  |
|  |             |                 |                 |             |             |  |  |              |                 |                 |              |              |  |
|  |             |                 |                 |             |             |  |  | 2            | Elica Kostova   | Elica Kostova   | 6            | 6            |  |
|  | WC          | Melissa Lord    | Melissa Lord    | 2           | 3           |  |  | 6            | Ol'ga Govorcova | Ol'ga Govorcova | 0            | 3            |  |
|  | 6           | Ol'ga Govorcova | Ol'ga Govorcova | 6           | 6           |  |  |              |                 |                 |              |              |  |

### Sezione 3
|  | Primo turno | Primo turno         | Primo turno         | Primo turno | Primo turno |  |  | Ultimo turno | Ultimo turno        | Ultimo turno | Ultimo turno | Ultimo turno |  |
|  |             |                     |                     |             |             |  |  |              |                     |              |              |              |  |
|  | 3           | Ana Bogdan          | Ana Bogdan          | 6           | 6           |  |  |              |                     |              |              |              |  |
|  |             | Maria Sanchez       | Maria Sanchez       | 1           | 2           |  |  | 3            | Ana Bogdan          | 6            | 2            | 6            |  |
|  |             | Julija Bejhel'zymer | Julija Bejhel'zymer | 6           | 6           |  |  |              | Julija Bejhel'zymer | 1            | 6            | 2            |  |
|  | 7           | Ol'ga Savčuk        | Ol'ga Savčuk        | 4           | 1           |  |  |              |                     |              |              |              |  |

### Sezione 4
|  | Primo turno | Primo turno     | Primo turno    | Primo turno | Primo turno |  |  | Ultimo turno | Ultimo turno    | Ultimo turno    | Ultimo turno | Ultimo turno |  |
|  |             |                 |                |             |             |  |  |              |                 |                 |              |              |  |
|  | 4           | Taylor Townsend | 3              | 7           | 6           |  |  |              |                 |                 |              |              |  |
|  |             | Arina Rodionova | 6              | 5           | 4           |  |  | 4            | Taylor Townsend | Taylor Townsend | 2            | 2            |  |
|  |             | Xu Yifan        | Xu Yifan       | 3           | 2           |  |  | 9            | Sachia Vickery  | Sachia Vickery  | 6            | 6            |  |
|  | 9           | Sachia Vickery  | Sachia Vickery | 6           | 6           |  |  |              |                 |                 |              |              |  |